# Eppeville
Eppeville is een gemeente in het Franse departement Somme (regio Hauts-de-France) en telt 2015 inwoners (1999). De plaats maakt deel uit van het arrondissement Péronne. In Eppeville is een suikerfabriek.

## Geografie
De oppervlakte van Eppeville bedraagt 4,9 km², de bevolkingsdichtheid is 411,2 inwoners per km².
De onderstaande kaart toont de ligging van Eppeville met de belangrijkste infrastructuur en aangrenzende gemeenten.

## Demografie
Onderstaande figuur toont het verloop van het inwonertal (bron: INSEE-tellingen).